# Rozaliya Nasretdinova
Rozaliya Haydyarovna Nasretdinova (em russo:  Розалия Хайдяровна Насретдинова; Moscou, 10 de fevereiro de 1997) é uma nadadora russa.

## Carreira

### Rio 2016
Nasretdinova competiu nos 50 m livre feminino da natação nos Jogos Olímpicos de Verão de 2016, sendo eliminada nas eliminatórias.